# Max Fischer
Max Fischer (ur. 1893, data śmierci nieznana) – zbrodniarz hitlerowski, członek załogi niemieckiego obozu koncentracyjnego Flossenbürg i SS-Oberscharführer. 
Członek Waffen-SS, który należał do załogi obozu we Flossenbürgu od 20 kwietnia 1940. Początkowo, do 20 kwietnia 1941 pełnił służbę jako strażnik, następnie od 20 kwietnia 1941 do połowy października 1942 jako zastępca blokowego (Blockführera) i wreszcie od października 1942 do 22 grudnia 1943 jako kierownik komanda więźniarskiego pracującego w obozowych kamieniołomach. Katował więźniów często do utraty przez nich przytomności. Wielu więźniów nie mogąc znieść zadawanych im przez Fischera tortur uciekało w kierunku obozowego ogrodzenia, gdzie byli zabijani strzałami z broni palnej przez wartowników SS.
Zasiadł na ławie oskarżonych w procesie załogi Flossenbürga (US vs. Max Fischer i inni przed amerykańskim Trybunałem Wojskowym w Dachau. Za swoje zbrodnie skazany został na dożywotnie pozbawienie wolności.